# Le pagine della nostra vita (film)
Le pagine della nostra vita (The Notebook) è un film dramma romantico americano del 2004 diretto da Nick Cassavetes, con una sceneggiatura di Jeremy Leven e Jan Sardi, basato sul romanzo omonimo di Nicholas Sparks. Il film ha come protagonisti Ryan Gosling e Rachel McAdams nel ruolo di una giovane coppia che si innamora durante gli anni '40. La loro storia viene letta al giorno d'oggi attraverso un taccuino da un uomo anziano (interpretato da James Garner), che racconta la storia ad un'altra residente della casa di cura (interpretata da Gena Rowlands, moglie dell'attore e regista John Cassavetes, e madre del regista Nick Cassavetes).
Le pagine della nostra vita ha ricevuto recensioni generalmente contrastanti, ma ha incassato bene al botteghino e ha ricevuto una serie di nominations, vincendo otto Teen Choice Awards, un Satellite Award ed un MTV Movie Award. Il film è diventato un successo dormiente ed ha guadagnato un seguito di culto. L'11 novembre 2012 la ABC Family ha presentato in anteprima una versione estesa con scene eliminate aggiunte nella trama originale.

## Trama
In una casa di riposo in tempi moderni, un uomo anziano di nome Duke legge una storia romantica dal suo diario ad una paziente. 
Seabrook Island, Carolina del Sud, 1940. Durante una festa di carnevale, il povero falegname Noah Calhoun vede l'ereditiera diciassettenne Allison "Allie" Hamilton, che sta trascorrendo l'estate in città con i suoi genitori. Lui inizia a corteggiarla ed iniziano una intensa storia d'amore estiva. Una notte, Allie va a casa di Noah e incontra suo padre, Frank Calhoun, a cui piace immediatamente. Pochi giorni dopo, Noah è invitato ad un pranzo a casa di Allie dai suoi genitori: John ed Anne Hamilton, ma essi non rimangono impressionati da lui, ed egli non riesce ad integrarsi con gli altri ricchi ospiti. Quella sera, Noah porta Allie alla piantagione di Windsor abbandonata che ha intenzione di acquistare e ripristinare per loro. Mentre è lì, Allie chiede a Noah di fare l'amore con lei per la prima volta, ma poi si innervosisce e inizia a balbettare.
La giovane coppia viene interrotta dall'amico di Noah, Finn, dicendo loro che i genitori di Allie hanno chiamato la polizia per cercarla. Quando Allie e Noah tornano alla dimora dei suoi genitori, questi, in particolare sua madre Anne, chiariscono che non approvano affatto la relazione e le proibiscono di vederlo. Sentendo gli insulti rivoltigli dalla madre di Allie e pensando di non poter offrire nulla alla ragazza che ama, Noah se ne va, ma Allie lo insegue. Ne consegue una terribile discussione ed Allie in un impeto di rabbia rompe con Noah, pentendosene però immediatamente. La mattina dopo, Anne annuncia che quel giorno stesso, la famiglia tornerà a casa a Charleston. Allie cerca Noah al lavoro ma non lo trova, quindi chiede a Finn di dirgli che lo ama. Noah venutolo a sapere, si precipita a casa di Allie, ma trova i cancelli chiusi.
Noah scrive una lettera ad Allie ogni giorno per un anno, ma la madre di Allie le intercetta e le nasconde alla figlia. Dopo aver inviato 365 lettere senza risposta, Noah smette di scriverle. Egli si arruola con Finn per combattere nella Seconda Guerra Mondiale, dove Finn viene ucciso in battaglia. Allie si offre volontaria come aiutante infermiera in un ospedale per soldati feriti, dove incontra il capitano Lon Hammond Jr., un giovane avvocato del sud ricco di famiglia. Dopo pochi anni, i due si fidanzano, per la grande gioia dei genitori di Allie.
Tornato dalla guerra, Noah scopre che suo padre ha venduto la loro casa in modo che lui possa permettersi di acquistare la piantagione di Windsor. Egli allora si convince che se ristrutturerà la casa, Allie tornerà da lui. Con dedizione ed impegno, Noah infine porta a termine un faticoso e stupendo lavoro di mano d'opera mentre è ancora interiormente logorato dal sentimento d'amore per Allie. Mentre Allie è alle prese con i preparativi del suo matrimonio e si sta provando il suo abito da sposa, vede una foto in un giornale che mostra Noah con la casa che ha completato e per la sorpresa sviene. 
Allie è sopraffatta da ricordi e dai sentimenti irrisolti per Noah, e dice a Lon di voler fare un viaggio da sola prima del matrimonio. Ritorna a Seabrook per trovare Noah che vive nella casa dei loro sogni. Dopo un primo freddo incontro tra i due, il giorno dopo Noah – per provare a scaldare il cuore di Allie – la invita a fare un giro in barca in uno dei punti più romantici e paradisiaci del fiume che attraversa Windsor, in quel momento gremito di cigni bianchi. Ad un certo punto li sorprende una tempesta di pioggia che li costringe a ritornare a casa e proprio in quel momento, dopo una discussione, nei due si riaccende la passione adolescenziale assopita da anni e consumano finalmente la loro relazione. 
Diversi giorni dopo, la madre di Allie appare sulla porta di Noah per avvertire Allie che Lon l'ha seguita a Seabrook. Rivela anche che come sua figlia una volta amava un giovane di classe inferiore e pensa ancora a lui e a come le loro vite avrebbero potuto essere diverse. Infine dà ad Allie le lettere che Noah ha scritto. Le dice che spera che Allie faccia la scelta giusta. Dopo un'altra discussione emotiva con Noah, dove Allie si sente divisa tra il grande amore per lui e la promessa e il sentimento che la lega a Lon, la giovane donna fa la scelta difficile di tornare al suo hotel e confessare la sua infedeltà al promesso sposo. Lon dice che la ama ancora e la vorrebbe indietro pur non volendo costringerla a farlo contro la propria volontà, così lei decide infine di tornare dall'amato Noah. 
Nel presente, la donna anziana che ascolta il racconto si è rivelata essere Allie, che ora soffre di demenza senile, e Noah, che si fa chiamare Duke per non suscitare un senso di disorientamento nel narrarle la loro storia, è suo marito. Durante le prime fasi della sua malattia, Allie aveva scritto un diario che dettagliava la loro storia d'amore e la loro vita in modo da farla leggere a Noah/Duke per aiutarla a ricordare, cosa che egli fa quasi ogni giorno. Proprio mentre Duke si appresta a raccontarle la fine della storia, Allie ha un momento di lucidità e riconoscendo il suo grande amore Noah ricorda da sola il finale. La donna chiede anche quanto tempo hanno prima che si dimentichi di nuovo e Duke, mentre l'abbraccia, le risponde non più di cinque minuti. Ma dopo aver iniziato a ballare la loro canzone, "I'll be seeing you", Allie, non ricordando come mai è in quella situazione di intimità con Duke, ha un attacco di panico talmente violento che il personale medico intervenuto è costretto a sedarla. Subito dopo Duke ha un attacco di cuore e viene ricoverato all'interno della casa di cura, mentre Allie sta riposando nel reparto destinato ai malati affetti da demenza senile. 
Dopo essersi ripreso, e nonostante non gli sia stato permesso entrare, Duke visita la stanza di Allie nella notte e lei lo ricorda di nuovo per un'ultima volta; i due si baciano e si tengono per mano. Allie chiede a Noah se il loro amore sarebbe in grado di fare un miracolo: Noah le risponde che il suo ricordo si è rivelato il miracolo. Allie poi chiede se il loro amore potrebbe farli volare via insieme e Noah le risponde che il loro amore sarebbe stato in grado di fare qualsiasi cosa. Poco dopo si diranno a vicenda di amarsi e si addormenteranno insieme, stretti. La mattina dopo, un’infermiera si reca nella stanza di Allie per svegliarla come solito. Trova la coppia ancora lì, abbracciata, e poco dopo comprende che è volata via insieme, proprio come disse Allie a Noah.

## Accoglienza

### Critica
Su Rotten Tomatoes ha ottenuto il 53% di recensione positive, con una media dei voti di 5,70 su 10 basata su 179 critiche, mentre su Metacritic ha un punteggio di 53 su 100 basato su 34 valutazioni.

## Riconoscimenti
- 2005 - Screen Actors Guild Award
  - Nomination Miglior attore non protagonista a James Garner
- 2005 - MTV Movie Awards
  - Miglior bacio a Rachel McAdams e Ryan Gosling
  - Nomination Miglior performance femminile a Rachel McAdams
- 2004 - Satellite Award
  - Miglior attrice non protagonista in un film drammatico a Gena Rowlands
- 2005 - Teen Choice Awards
  - Miglior film drammatico
  - Miglior film sull'appuntamento
  - Miglior attore in un film drammatico a Ryan Gosling
  - Miglior attrice in un film drammatico a Rachel McAdams
  - Miglior performance rivelazione maschile a Ryan Gosling
  - Miglior alchimia a Rachel McAdams e Ryan Gosling
  - Miglior bacio a Rachel McAdams e Ryan Gosling
  - Miglior scena d'amore (Allie e Noah sul ponte) a Rachel McAdams e Ryan Gosling
  - Nomination Miglior sequenza di ballo (Allie e Noah ballano per la strada) a Rachel McAdams e Ryan Gosling
- 2004 - Teen Choice Awards
  - Nomination Miglior film estivo
  - Nomination Miglior rivelazione femminile a Rachel McAdams
- 2005 - BMI Film & TV Award
  - Miglior colonna sonora a Aaron Zigman
- 2005 - Artios Award
  - Nomination Miglior casting per un film drammatico a Matthew Barry e Nancy Green-Keyes
- 2004 - Golden Trailer Awards
  - Nomination Miglior film romantico
- 2005 - AARP Movies for Grownups Awards
  - Miglior storia d'amore a Gena Rowlands e James Garner
  - Nomination Miglior attrice a Gena Rowlands
  - Nomination Miglior film per adulti
  - Nomination Miglior capsula del tempo